# Bogdaj
Bogdaj – wieś w Polsce położona w województwie wielkopolskim, w powiecie ostrowskim, w gminie Sośnie, ok. 19 km na południowy zachód od Ostrowa Wlkp.
Przed 1932 rokiem miejscowość położona była w powiecie odolanowskim. W latach 1954–1961 wieś należała i była siedzibą władz gromady Bogdaj, po jej zniesieniu w gromadzie Sośnie. w latach 1975–1998 w województwie kaliskim, w latach 1932–1975 i od 1999 w powiecie ostrowskim.
Pod koniec XIX wieku Bogdaj liczył 851 mieszkańców (w tym 566 katolików i 266 ewangelików). Około 1915 roku we wsi były dwie karczmy oraz szkoły: ewangelicka i katolicka. Przez miejscowość przepływa rzeka Polska Woda.
W okresie międzywojennym w miejscowości stacjonowała placówka Straży Granicznej I linii „Bogdaj”.
Na rynku w Bogdaju znajduje się XIX wieczny pomnik św. Floriana patrona strażaków.
14 września 2015 nastąpiło oficjalne otwarcie odcinka gminnej drogi łączącej Bogdaj z Garkami.
Wieś w roku 2011 liczyła 416 mieszkańców.